# Mirambeau
|  | Per a altres significats, vegeu «Mirambeau (Haute-Garonne)». |

Mirambeau és un municipi francès al departament de la Charanta Marítima i a la regió de Nova Aquitània. L'any 2007 tenia 1.470 habitants.

## Demografia

### Població
El 2007 la població de fet de Mirambeau era de 1.470 persones. Hi havia 658 famílies de les quals 231 eren unipersonals (129 homes vivint sols i 102 dones vivint soles), 219 parelles sense fills, 145 parelles amb fills i 63 famílies monoparentals amb fills.
La població ha evolucionat segons el següent gràfic:

### Habitatges
El 2007 hi havia 839 habitatges, 672 eren l'habitatge principal de la família, 76 eren segones residències i 91 estaven desocupats. 658 eren cases i 133 eren apartaments. Dels 672 habitatges principals, 438 estaven ocupats pels seus propietaris, 203 estaven llogats i ocupats pels llogaters i 31 estaven cedits a títol gratuït; 9 tenien una cambra, 66 en tenien dues, 136 en tenien tres, 160 en tenien quatre i 301 en tenien cinc o més. 561 habitatges disposaven pel capbaix d'una plaça de pàrquing. A 346 habitatges hi havia un automòbil i a 242 n'hi havia dos o més.

### Piràmide de població
La piràmide de població per edats i sexe el 2009 era:
| Homes | Edats   | Dones |
| ----- | ------- | ----- |
| 0     | 95 o +  | 4     |
| 0     | 90 a 94 | 16    |
| 8     | 85 a 89 | 28    |
| 4     | 80 a 84 | 20    |
| 36    | 75 a 79 | 44    |
| 48    | 70 a 74 | 48    |
| 28    | 65 a 69 | 48    |
| 52    | 60 a 64 | 32    |
| 40    | 55 a 59 | 48    |
| 48    | 50 a 54 | 52    |
| 32    | 45 a 49 | 60    |
| 48    | 40 a 44 | 44    |
| 56    | 35 a 39 | 52    |
| 44    | 30 a 34 | 48    |
| 40    | 25 a 29 | 32    |
| 44    | 20 a 24 | 24    |
| 36    | 15 a 19 | 20    |
| 68    | 10 a 14 | 52    |
| 32    | 5 a 9   | 16    |
| 40    | 0 a 4   | 20    |

## Economia
El 2007 la població en edat de treballar era de 870 persones, 626 eren actives i 244 eren inactives. De les 626 persones actives 547 estaven ocupades (303 homes i 244 dones) i 79 estaven aturades (28 homes i 51 dones). De les 244 persones inactives 118 estaven jubilades, 41 estaven estudiant i 85 estaven classificades com a «altres inactius».

### Ingressos
El 2009 a Mirambeau hi havia 637 unitats fiscals que integraven 1.414 persones, la mediana anual d'ingressos fiscals per persona era de 14.060 €.

### Activitats econòmiques
Dels 117 establiments que hi havia el 2007, 3 eren d'empreses alimentàries, 1 d'una empresa de fabricació de material elèctric, 10 d'empreses de fabricació d'altres productes industrials, 13 d'empreses de construcció, 26 d'empreses de comerç i reparació d'automòbils, 7 d'empreses de transport, 11 d'empreses d'hostatgeria i restauració, 8 d'empreses financeres, 6 d'empreses immobiliàries, 9 d'empreses de serveis, 11 d'entitats de l'administració pública i 12 d'empreses classificades com a «altres activitats de serveis».
Dels 43 establiments de servei als particulars que hi havia el 2009, 1 era una oficina d'administració d'Hisenda pública, 1 gendarmeria, 1 oficina de correu, 3 oficines bancàries, 1 funerària, 4 tallers de reparació d'automòbils i de material agrícola, 1 autoescola, 3 paletes, 1 guixaire pintor, 1 fusteria, 7 lampisteries, 1 electricista, 6 perruqueries, 1 veterinari, 4 restaurants, 5 agències immobiliàries, 1 tintoreria i 1 saló de bellesa.
Dels 10 establiments comercials que hi havia el 2009, 2 eren supermercats, 2 fleques, 2 carnisseries, 1 un drogueria i 3 floristeries.
L'any 2000 a Mirambeau hi havia 44 explotacions agrícoles que ocupaven un total de 1.269 hectàrees.

## Equipaments sanitaris i escolars
El 2009 hi havia 2 farmàcies i 1 ambulància.
El 2009 hi havia 1 escola maternal i 1 escola elemental. Mirambeau disposava d'un col·legi d'educació secundària amb 256 alumnes.

## Poblacions properes
El següent diagrama mostra les poblacions més properes.